# XANTARES (киберспортсмен)
Исмаилджан Дёрткардеш (тур. İsmailcan Dörtkardeş; род. 7 августа 1995, Стамбул) — турецкий киберспортсмен по Counter-Strike: Global Offensive и Counter-Strike 2, более известный под ником «XANTARES». С 2025 года выступает за команду Aurora Gaming.

## Биография
Исмаилджан Дёрткардеш родился 7 августа 1995 года в Фатихе, Стамбул.

## Карьера

### Space Soldiers
17 января 2015 Дёрткардеш присоединился, к только что образованной команде Space Soldiers.
В октябре 2016 года Исмаилкан в составе сборной Турции выиграл The World Championships 2016, обыграв Аргентину в гранд-финале.
В январе 2018 Space Soldiers отобралась на ELEAGUE Major: Boston 2018 и стала первой турецкой командой, которая сыграла на мейджоре. На турнире коллектив занял 9—11 место.
В марте 2018 на WESG 2017 World Finals команда дошла до финала, но проиграла Fnatic 2:1.

### BIG
23 декабря 2018 Исмаилкан начал свой новый путь в интернациональной среде присоединившись к BIG.